# Rumex conspersus
Rumex conspersus är en slideväxtart som beskrevs av Carl Hartman.
Rumex conspersus ingår i släktet skräppor och familjen slideväxter. Inga underarter finns listade i Catalogue of Life.